# Cúmulo globular M55
Es la entrada número 55 en el catálogo de Charles Messier (también conocido como M55 o NGC 6809) es un cúmulo globular formado por cerca de 100,000 estrellas y se encuentra a 17,300 años luz de distancia de la Tierra, en la constelación Sagitario.
Fue descubierto por Nicolas Louis de Lacaille en 1751 y catalogado por Charles Messier en 1778 y para un observador situado en nuestro planeta aparece como de 2/3 del tamaño de la luna llena.
Los cúmulos globulares como la M55 circundan el halo de la Vía Láctea como poblaciones de estrellas limitadas gravitacionalmente y que son mucho más antiguas que las encontradas en nuestro disco galáctico.
Sólo se han descubierto media docena de estrellas variables en el M55.